# Escombrera

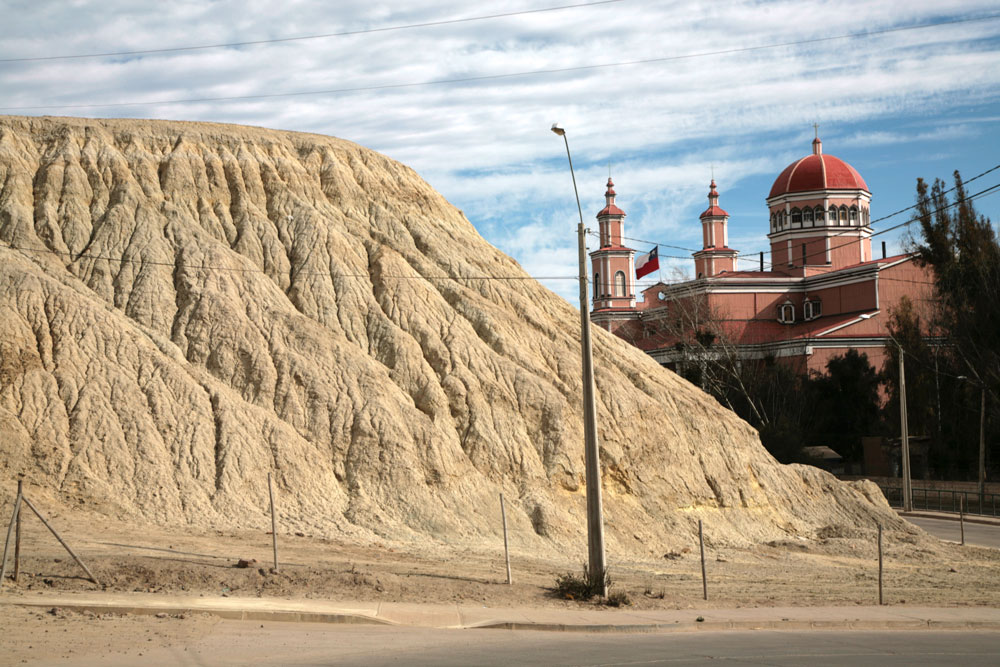
Escombrera de faenas mineras en Andacollo (Chile).

Escombrera (también llamado vertedero de escombros, banco de escombros o pila de escombros) es el lugar donde se depositan las pilas construidas con la acumulación de escombros - la sobrecarga u otra roca estéril que se retira durante la extracción de carbón y minerales-. Estos materiales de desecho se componen típicamente de esquisto, así como de pequeñas cantidades de arenisca carbonífera y otros residuos. El escombro es distinto de los relaves, que es el material procesado que permanece después de que los valiosos componentes han sido extraídos del mineral. Los vertederos de escombros no están formados de escoria, pero en algunas zonas se le denomina vertedero de escoria.
El término escombro también se utiliza para referirse al material que se extrae al excavar un cimiento, un túnel u otra excavación de gran tamaño. Dicho material puede ser tierra y rocas ordinarias, o puede estar muy contaminado con desechos químicos, lo que determina la forma en que se puede desechar. Los desechos limpios pueden ser utilizados para la recuperación de tierras
- Datos: Q819511
- Multimedia: Slag heaps / Q819511